# Ziemowit Karpiński
Ziemowit Karpiński (ur. 20 czerwca 1903 w Rawie Mazowieckiej, zm. 1 listopada 1973 w Nowym Jorku) – polski aktor teatralny i filmowy oraz reżyser teatralny, żołnierz AK, powstaniec warszawski.

## Życiorys

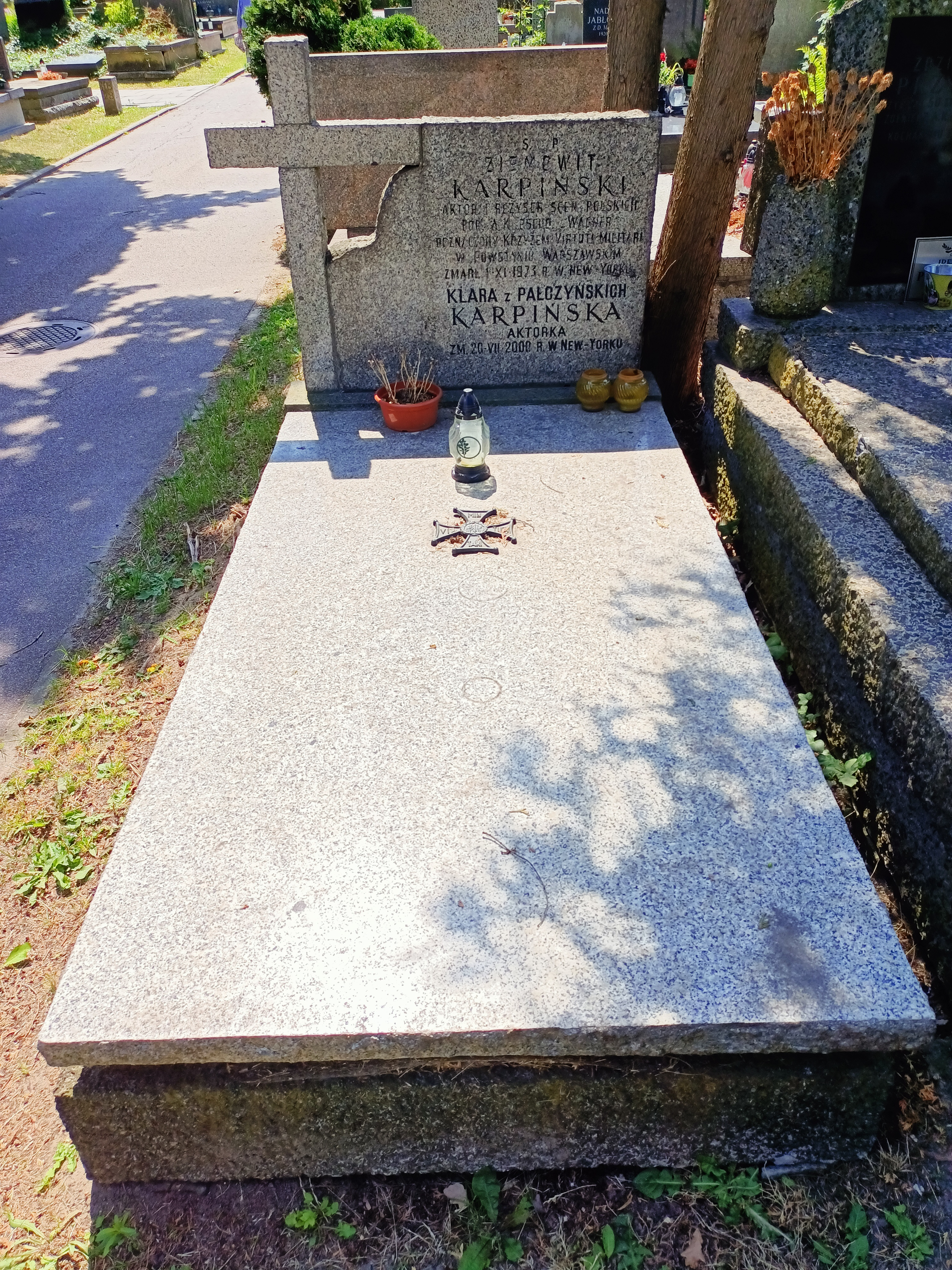
Grób Ziemowita i Klary Karpińskich na Cmentarzu Wojskowym na Powązkach

Był synem Jana Karpińskiego i Amelii z Wagnerów. Ukończył Gimnazjum im. Lelewela w Warszawie. Walczył w Legionach Polskich i brał udział w wojnie polsko bolszewickiej w 1920. 

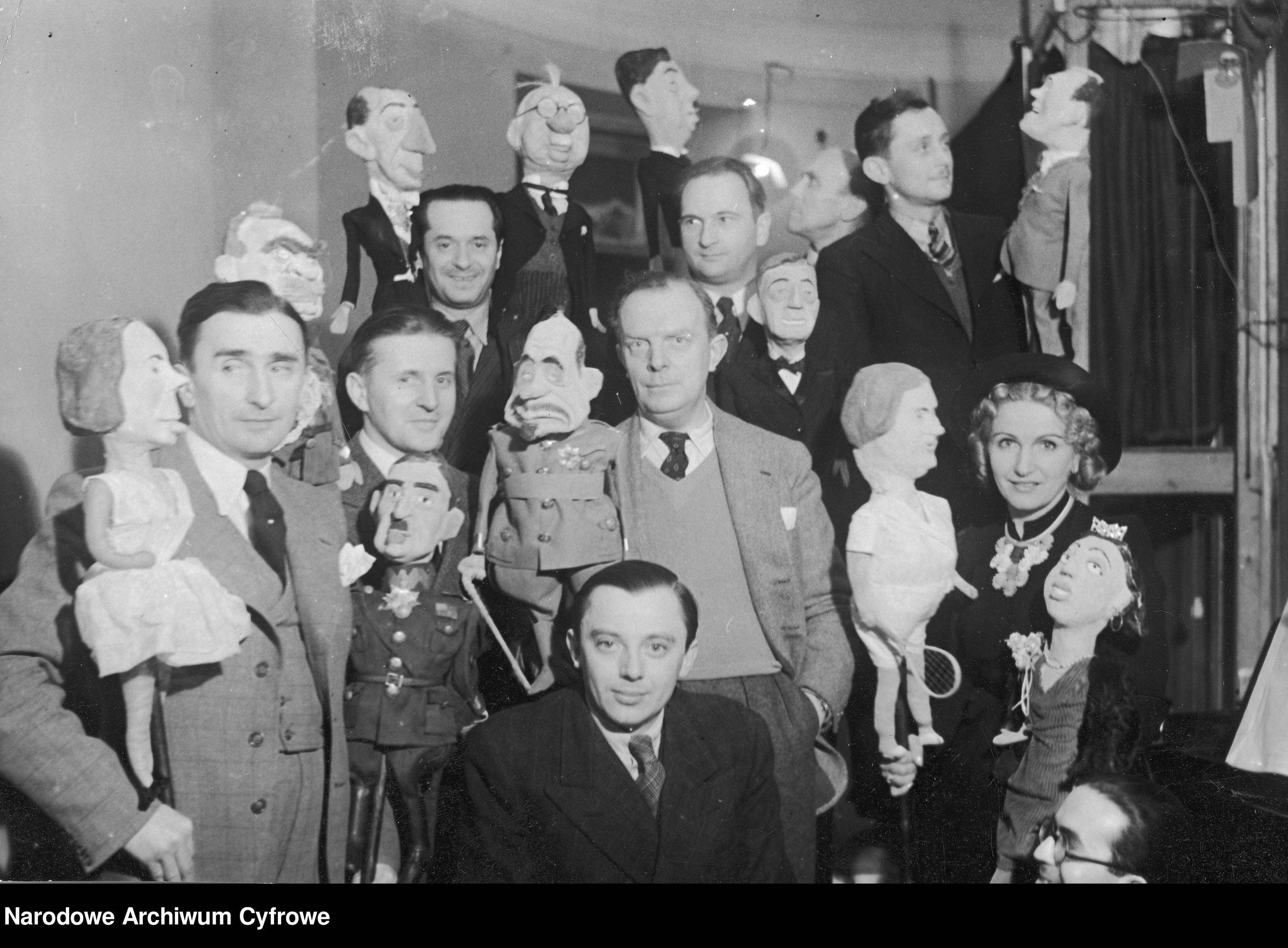
Ziemowit Karpiński (drugi od lewej) wśród twórców szopki politycznej w Warszawie (1938)

W latach 1925–1928 odbył studia aktorskie w Oddziale Dramatycznym przy warszawskim Konserwatorium. Działalność aktorską rozpoczął w sezonie 1928/29 w Teatrze Miejskim Bydgoszczy. Następnie został zaangażowany przez Aleksandra Zelwerowicza do Teatrów Miejskich w Wilnie, gdzie występował w latach 1929–1932. Początkowo grał role amantów, szybko jednak ujawnił talent do ról charakterystycznych. Od 1932 występował na scenach warszawskich: krótko w zespole Teatru Artystów w Warszawie, w sezonie 1932/33 w Teatrze Nowe Ateneum, a następnie do 1936 w teatrach TKKT. W latach 1936–1938 zaangażowany był w teatrach Narodowym i Nowym. W 1934 wszedł do zarządu głównego ZASP-u.
Równocześnie studiował reżyserię w Państwowym Instytucie Sztuki Teatralnej, w 1936 był asystentem Leona Schillera przy wystawieniu Judyty Jeana Giraudoux. W tym samym roku debiutował jako reżyser przedstawieniem dla dzieci Wyprawa po szczęście w Teatrze Letnim. W 1938 ukończył kierunek reżyserski i zrealizował spektakl Szkoda wąsów w Teatrze Narodowym, a jako przedstawienie dyplomowe wystawił Dzieci nie chcą żyć w Teatrze Nowym. Przedstawienie zwróciło wówczas uwagę krytyki. 
W latach trzydziestych zagrał w trzech filmach: Śluby ułańskie (1934), Jego wielka miłość (1936) i Geniusz sceny (1939); podobno zagrał też wtedy epizod fotografa w filmie Ja tu rządzę (prod. 1939, premiera 1939 lub 1941).
W 1938–1941 grał i reżyserował w wileńskim Teatrze na Pohulance. Wyreżyserował wówczas dziesięć sztuk, przeważnie komedii. Występował również jako aktor, często odnosząc sukcesy. 
W kampanii wrześniowej walczył w szeregach 205 pułku piechoty. Od 1941 przebywał w Warszawie, gdzie brał czynny udział w działalności konspiracyjnej. Działał pod pseudonimem „Wagner”. Od marca 1941 był żołnierzem Armii Krajowej, służył w 3 Batalionie Pancernym „Golski”, w 4 kompanii, plutonie 161 jako dowódca plutonu. W czasie powstania warszawskiego, 19 sierpnia 1944, został ciężko ranny w czasie obrony Politechniki Warszawskiej, dowodząc obroną gmachu Technologii Chemicznej. Stracił wówczas rękę. Został odznaczony Krzyżem Virtuti Militari V klasy. Awansowany do stopnia podporucznika (1944). Po upadku powstania dostał się do niewoli, przebywał w Stalagu IV-B/H Zeithain, gdzie zorganizował zespół teatralny.
Po wyzwoleniu, od lipca do grudnia 1945, był reżyserem Ludowego Teatru im. Bogusławskiego w Lingen kierowanego przez Schillera. Następnie wyjechał do Londynu, gdzie mimo swego inwalidztwa uczestniczył w emigracyjnym życiu teatralnym. W sezonie 1948/49 współpracował z objazdowym Teatrem Sztafeta.
W latach 1946–1948 był prezesem oraz członkiem Rady Artystycznej ZASP-u za Granicą. W 1950 został powołany na sędziego Sądu Obywatelskiego w Londynie. 
Od 1951 aż do śmierci mieszkał w Nowym Jorku. Uczestniczył tam w polonijnym życiu teatralnym, czasem publikował artykuły w prasie emigracyjnej.
Zmarł 1 listopada 1973 w Nowym Jorku. Pochowany na Cmentarzu Wojskowym na Powązkach w Warszawie (kwatera IIC28-6-1).

## Życie prywatne
Był mężem najpierw malarki Marii Ronczewskiej, później aktorki Klary Belskiej.